# Dhofar
Dhofar is een gouvernement van Oman. Het gebied heeft een oppervlakte van 99.300 km². Volgens de volkstelling van 2010 telde het gebied 249.729 inwoners, waarvan 164.073 Omani's.
In 2003 waren er 215.960 inwoners.

## Geschiedenis
Dhofar stond al vroeg bekend als producent en exporteur van wierook. Het kostbare wierookhars werd geëxporteerd naar Rome, Griekenland, India en China. In de 6e eeuw werd de Dhofar veroverd door de Sassaniden en dit was gelijk een keerpunt in de wierookhandel. De export daalde en de welvaart nam af. Er waren in de daarop volgende eeuwen contacten met Noord-Oman maar pas in 1879 werd Dhofar definitief door de Noord-Omani geannexeerd. Dhofar lag geïsoleerd, ver van het machtscentrum en was daarom op zichzelf aangewezen. Vanaf 1958 verbleef de Sultan Said Bin Taimur meer in Salalah dan in Muscat, maar Dhofar heeft hier niet van geprofiteerd.
Dhofar was een opstandige provincie in de recente historie. Medio 20e eeuw was in de meest zuidelijk provincie een bevrijdingsfront actief. Dit front was een verzameling van verschillende marxistisch-leninistisch geïnspireerde groeperingen. Het doel was Dhofar af te scheiden van de rest van Oman. Sultan Said Bin Taimur deed volgens het front te weinig voor de ontwikkeling van het gebied en was corrupt. In het begin was het front succesvol en slaagde erin de provincie grotendeels te beheersen. Ze kregen hierbij steun uit de buurlanden Saoedi-Arabië en Jemen en van Russische en Chinese adviseurs. In 1970 werd de sultan door zijn zoon, sultan Qaboes bin Said Al Said, afgezet. Met hulp van het Britse leger slaagde de jonge sultan erin de opmars van het front te stoppen. In 1971 trok het Britse leger zich terug en namen Iraanse officieren de strijd over. In oktober 1975 was de strijd teneinde en kon de sultan zijn gezag vestigen in de hoofdstad van Dhofar, Salalah. De oud strijders van het front kregen een amnestieregeling waarvan velen gebruik hebben gemaakt.

## Sport
Sinds 2021 vindt jaarlijks de wielerwedstrijd Ronde van Salalah plaats in dit gouvernement.

## Indeling
Het gouvernement omvat de volgende districten (wilayat) en hun aantal inwoners in 2010:
- Al Mazyunah 8.039
- Dalkut 2.809
- Mirbat 13.919
- Muqshin 1.069
- Rakhyut 4.501
- Sadah 6.384
- Salalah 172.570
- Shalim Wa Juzur & Al Hallaniyat 8.697
- Taqah 18.218
- Thumrayt 13.523